# HD18806
HD18806 — хімічно пекулярна зоря спектрального класу A1, що має видиму зоряну величину в смузі V приблизно  9,1.
Вона  розташована на відстані близько 1370,4 світлових років від Сонця.

## Фізичні характеристики
Телескоп Гіппаркос зареєстрував фотометричну змінність  даної зорі з періодом    4,10 доби в межах від  Hmin= 9,18 до  Hmax= 9,06.

## Пекулярний хімічний вміст
Зоряна атмосфера GSC55-541-1 має підвищений вміст 
Cr
.